# Raby with Keverstone
Raby with Keverstone – civil parish w Anglii, w hrabstwie Durham. W 2011 civil parish liczyła 166 mieszkańców.